# بدلان
بدلان هي قرية في مقاطعة خوي، إيران. يقدر عدد سكانها بـ 615 نسمة بحسب إحصاء 2016.